# Európai Uniós Ügyek Minisztériuma
Az Európai Uniós Ügyek Minisztériuma (rövidítve EUM), Magyarország minisztériumainak egyike, amely 2023. augusztus 1-jével, az Igazságügyi Minisztériumból való kiválással jött létre. Legfőbb feladata az európai uniós ügyek koordinálása, az Európai Bizottsággal való egyeztetések lefolytatása, valamint az Általános Ügyek Tanácsában való részvétel. Vezetője az európai uniós ügyekért felelős miniszter, Bóka János, továbbá parlamenti államtitkára Zsigmond Barna Pál.

## Vezetői
- dr. Bóka János, európai uniós ügyekért felelős miniszter[3]
- Zsigmond Barna Pál, parlamenti államtitkár[4]
- Pátkai Nándor, közigazgatási államtitkár[5]
- dr. Czombos Tamás, európai uniós jogi ügyekért felelős helyettes államtitkár[6]
- dr. Molnár Balázs Péter, Európa-politikáért felelős helyettes államtitkár[6]
- Bólya Boglárka, az EU-elnökség személyzeti képzéséért, személyzetpolitikai feladatainak összehangolásért és a társadalmi szervezetekkel való kapcsolattartásért felelős miniszteri biztos[7]